# Ostvorstadt (Leipzig)

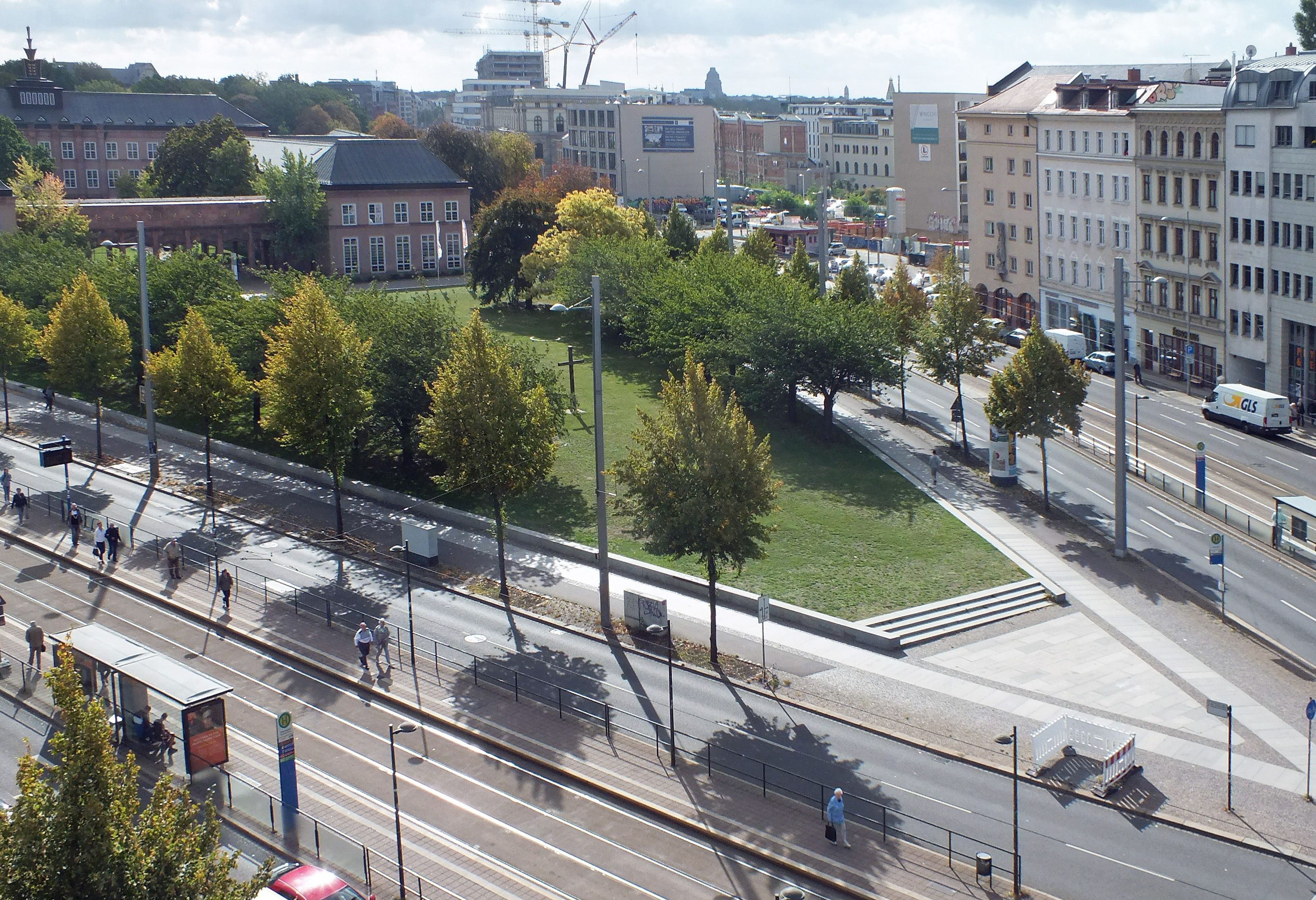
Der Johannisplatz, das Tor zur Ostvorstadt. (2019)

Die Ostvorstadt in Leipzig umfasst ein Gebiet östlich der Innenstadt und gehört zum Stadtbezirk Mitte. Die Bezeichnung ist nicht amtlich. Bis auf kleine Abweichungen insbesondere im Südosten entspricht ihre Fläche den beiden in der kommunalen Gliederung Leipzigs von 1992 festgelegten Ortsteilen Zentrum-Ost und Zentrum-Südost. Die Ostvorstadt enthält Gebiete mit eigenen Bezeichnungen wie Graphisches Viertel, Seeburgviertel und  Universitäts- oder auch Klinikviertel.

## Lage und Ortstypik
Die Ostvorstadt erstreckt sich vom Innenstadtring auf der zur Leipziger Altstadt gehörenden Flur bis an die Flurgrenzen der ehemaligen Dörfer, die durch Eingemeindungen zu Stadtteilen Leipzigs geworden sind, vornehmlich Reudnitz und Thonberg. Die Grenze bilden das Bahngelände an Hauptbahnhof (einschließlich) bis zur Hermann-Liebmann-Straße, die Rosa-Luxemburg-Straße, die Ludwig-Erhard-Straße, der Gerichtsweg, die Prager Straße, die S-Bahn-Strecke von der Haltestelle Völkerschlachtdenkmal bis zum Bayerischen Bahnhof, die Windmühlen- und die Grünewaldstraße sowie der Innenstadtring bis zum Hauptbahnhof.
Mit Ausnahme spezieller Einrichtungen, wie Kliniken und wissenschaftliche Institute, ist die Ostvorstadt ein citynahes Mischgebiet von Wohnen und kleineren Betrieben und Büros für freiberufliche,
technische und wirtschaftsbezogene Dienstleistungen.
Die wichtigsten Straßen in der Ostvorstadt sind die Rosa-Luxemburg-Straße, die Dresdner, die Prager, die Nürnberger und die Querstraße, die Straße des 18. Oktober und die Semmelweisstraße.
An Grünanlagen bietet die Ostvorstadt den Marienplatz, den Rabensteinplatz, den Alten Johannisfriedhof, die Kanonenteichanlage an der Liebigstraße, den Friedenspark und den Botanischen Garten sowie die Kleingartenanlage im Johannistal.

## Geschichte
Das alte Leipzig war von Westen und Süden durch die Weiße Elster und die Pleiße sowie von Norden durch die Parthe hochwassergefährdet, weshalb eine sichere Stadterweiterung vor allem nach Osten erfolgen konnte. Von Mühlen, Vorwerken und kleineren Siedlungen abgesehen, begann die Stadterweiterung in der Frühen Neuzeit mit der
Grimmaischen Vorstadt. Dem folgte zunächst nach Süden die Petersvorstadt, bevor ab dem zweiten Drittel des 19. Jahrhunderts, nun wiederum im Gebiet der Ostvorstadt, die Friedrichstadt und die Marienstadt entstanden, die gegen Ende des Jahrhunderts ins Graphische Viertel übergingen. Ab Mitte des 19. Jahrhunderts, befördert durch die Parzellierung des ehemaligen Großbosischen Gartens und der Eröffnung des Bayerischen Bahnhofs, entwickelte sich das Seeburgviertel. Im letzten Drittel des 19. bis in den Anfang des 20. Jahrhunderts wurde das Medizinisch-Naturwissenschaftliche Viertel um die Liebigstraße erbaut.
Ab den 1880er Jahren entwickelte sich im Nordwestteil des Gebietes das Areal der Vergnügungsstätte des Krystallpalasts, die über 60 Jahre bestand.
Bezüglich der speziellen Entwicklung der einzelnen Quartiere der Ostvorstadt sei auf die jeweiligen Hauptartikel der Vorstädte und Viertel verwiesen.